# Ребята нашего полка
Ребята нашего полка — третий сборник группы «Любэ», выпущенный 23 февраля 2004 года к 15-летию коллектива и ко Дню защитника Отечества. После выхода альбома Президент России Владимир Путин попросил прислать один экземпляр ему.

## Мотивы
В интервью газете «Красная звезда» Николай Расторгуев поделился идеями, вдохновившими его на исполнение песен из альбома и своими взглядами на Российскую армию:
В такой стране, как Россия, армия должна быть сильной, боеспособной и победоносной, и очень важно, чтобы ребята чувствовали, что хотя бы так, в песнях, о них заботятся. Все, что делаем на армейскую тему, делаем искренне.
На вопрос корреспондента Gzt.ru о том, почему группа растеряла свою былую «бесшабашность» и от уютной домашней песни «Ребята с нашего двора» пришла к альбому «Ребята нашего полка», и о самих темах для нового альбома, Расторгуев ответил следующее:
Темы песен берутся из жизни, а не откуда-то ещё. Мы не могли не отразить чеченскую кампанию — отсюда выросли и «Комбат», и «Солдат». Я считаю «Комбат» мегахитом народного значения, таких у нас несколько. А фраза «Ребята нашего полка» кажется мне вполне теплой и подходящей для собранных здесь песен, хотя можно было назвать диск и как-то вроде «Любэ» — армии и военно-морскому флоту.

## Список композиций
Из девятнадцати композиций, представленных на диске, новой является одна — «Луговая трава». Прочие песни уже где-то и когда-то звучали, в том числе на альбоме «Комбат». Среди песен в новой аранжировке: «Последний бой» Михаила Ножкина в варианте Николая Расторгуева, композиции Владимира Высоцкого «Песня о звёздах», «На братских могилах» и «Служили два товарища» Евгения Птичкина.
Вся музыка написана И. Матвиенко, кроме 7, 9, 16 и 17 треков.
| №                   | Название                       | Текст песни              | Длительность |
| ------------------- | ------------------------------ | ------------------------ | ------------ |
| 1.                  | «Луговая трава»                | О. Марс                  | 3:54         |
| 2.                  | «После войны»                  | М. Андреев               | 3:50         |
| 3.                  | «Шагом марш»                   | М. Андреев               | 3:44         |
| 4.                  | «Самоволочка»                  | М. Андреев               | 3:14         |
| 5.                  | «Позови меня тихо по имени»    | В. Пеленягрэ             | 2:42         |
| 6.                  | «Орлята»                       | А. Шаганов               | 4:07         |
| 7.                  | «Песня о звёздах»              | В. Высоцкий              | 3:05         |
| 8.                  | «Солдат»                       | А. Шаганов               | 5:07         |
| 9.                  | «На братских могилах»          | В. Высоцкий              | 2:30         |
| 10.                 | «Давай за...»                  | И. Матвиенко             | 4:10         |
| 11.                 | «Старые друзья»                | К. Арсенев               | 3:51         |
| 12.                 | «Там за туманами»              | А. Шаганов               | 3:47         |
| 13.                 | «Скоро дембель»                | М. Андреев               | 3:57         |
| 14.                 | «Главное, что есть ты у меня»  | М. Андреев               | 3:45         |
| 15.                 | «Комбат»                       | А. Шаганов               | 5:05         |
| 16.                 | «Служили два товарища»         | народные                 | 2:46         |
| 17.                 | «Последний бой»                | М. Ножкин                | 2:37         |
| 18.                 | «Прорвёмся (Опера)»            | А. Шаганов, П. Синявский | 4:02         |
| 19.                 | «Берёзы» (исп с C. Безруковым) | М. Андреев               | 2:52         |
| Общая длительность: | Общая длительность:            | Общая длительность:      | 63:05        |

Видео:
- По высокой траве: (И. Матвиенко / Ю. Гладкевич) режиссёр О. Гусев (2003г.)
- Берёзы: (И.Матвиенко / М.Андреев) режиссёр В. Бледнов (2004г.)

Переиздания:
1. Переиздание выпущенное в 2005 году. В сборнике отсутствуют песни авторства В. Высоцкого: "Песня о звездах" (7) и "На братских могилах" (9).
2. Юбилейное издание выпущенное в 2014 году к 25-ти летию группы на LP-носителях (винил, 2 пластинки).
В сборник, на второй пластинке (LP 2) добавлены треки:
Вся музыка написана И. Матвиенко.
| №   | Название                     | Текст песни              | Длительность |
| --- | ---------------------------- | ------------------------ | ------------ |
| 20. | «По высокой траве»           | Юрий Гладкевич (Беридзе) | 4:20         |
| 21. | «Ты неси меня, река (Краса)» | Александр Митта          | 3:37         |
| 22. | «А заря»                     | Александр Шаганов        | 3:38         |

3. Юбилейное издание выпущенное в 2015 году к 25-ти летию группы на CD. В сборнике отсутствуют песни авторства В. Высоцкого: "Песня о звездах" (7) и "На братских могилах" (9). На диске отсутствует видеоклип "Давай за (в студии)".
Добавлены треки:
Вся музыка написана И. Матвиенко.
| №   | Название               | Текст песни              | Длительность |
| --- | ---------------------- | ------------------------ | ------------ |
| 18. | «По высокой траве»     | Юрий Гладкевич (Беридзе) | 4:20         |
| 19. | «За тебя, Родина-мать» | Игорь Матвиенко          | 3:50         |

Deluxe Version на "iTunes".Издание в "Apple music" выпущенное 23 февраля 2016 года. В сборнике отсутствуют песни авторства В.Высоцкого:"Песня о звёздах" (7) и "На братских могилах" (9).
Добавлены треки:
Вся музыка написана И. Матвиенко.
| №   | Название                   | Текст песни              | Длительность |
| --- | -------------------------- | ------------------------ | ------------ |
| 1.  | «А зори здесь тихие-тихие» | Михаил Андреев           | 3:35         |
| 19. | «По высокой траве»         | Юрий Гладкевич (Беридзе) | 4:20         |
| 20. | «За тебя, Родина-мать»     | Игорь Матвиенко          | 3:50         |
| 21. | «Сталинград»               | Константин Арсенев       | 3:40         |

Издание выпущенное в 2023 году на LP-носителях (винил, 2 пластинки). В сборнике отсутствуют песни "Песня о звёздах" (7) "На братских могилах" (9) Служили два товарища (16) и Последний бой (17).
В сборник, на второй пластинке (LP 2) добавлены треки:
Вся музыка написана И. Матвиенко.
| №   | Название                     | Текст песни                                                | Длительность |
| --- | ---------------------------- | ---------------------------------------------------------- | ------------ |
| 16. | «По высокой траве»           | Юрий Гладкевич (Беридзе)                                   | 4:20         |
| 17. | «А заря»                     | Александр Шаганов                                          | 3:38         |
| 18. | «Ты неси меня, река (Краса)» | Александр Митта                                            | 3:37         |
| 19. | «А зори здесь тихие-тихие»   | Михаил Андреев                                             | 3:35         |
| 20. | «Сталинград»                 | Константин Арсенев                                         | 3:40         |
| 21. | «Вперёд пехота»              | Александр Шаганов Игорь Матвиенко Юрий Гладкевич (Беридзе) | 3:12         |
| 22. | «Километры»                  | Павел Евлахов Алексей Филатов                              | 3:34         |
| 23. | «За тебя, Родина-мать»       | Игорь Матвиенко                                            | 3:50         |

## Участники записи

### Любэ
- Николай Расторгуев — вокал, бэк-вокал, акустическая гитара
- Юрий Рыманов, Алексей Хохлов — гитара
- Виталий Локтев — клавишные
- Александр Ерохин — ударные
- Павел Усанов — бас-гитара
- Анатолий Кулешов — хормейстер, бэк-вокал
- Алексей Тарасов — бэк-вокал

### Дополнительные музыканты
- Сергей Безруков — вокал в песне «Берёзы»

### Производство
- Игорь Матвиенко — продюсер, художественный руководитель
- Игорь Матвиенко, Владимир Высоцкий, Евгений Птичкин, Михаил Ножкин - музыка
- Александр Шаганов, Михаил Андреев, Игорь Матвиенко, Владимир Высоцкий, Виктор Пеленягрэ, Константин Арсенев, Петр Синявский, Михаил Ножкин, Ольга Марс — авторы стихов
- Олег Головко — директор группы
- Юрий Земский, Николай Цветков, Ирина Масленникова — административная группа
- Игорь Полонский — саунд-дизайн
- Владимир Вяткин — фотографии
- DirectDesign — дизайн